# ConBrio Verlag
Der ConBrio Verlag ist ein deutscher Musik-Fachverlag und Fachzeitschriften-Verlag mit trimedialer Ausrichtung (Print, Audio, Video / Web). 

## Geschichte
Der Verlag wurde im Jahr 1993 durch Theo Geißler und Felix Maria Roehl gegründet und hat seinen Sitz in Regensburg. Er geht zurück auf den 1912 von Gustav Bosse begründeten Gustav Bosse Verlag, der 1947 von dessen Neffen Bernhard Bosse übernommen und 1955 an den Bärenreiter-Verlag Kassel verkauft wurde. Im Jahr 1986 übernahm Theo Geißler die Prokura. 1999 schied Felix Maria Roehl aus dem Verlag aus und Theo Geißler wurde Allein-Inhaber des ConBrio Verlags. 
Im Folgenden wurde das Fachbuch- und Fachzeitschriften-Programm ausgebaut, vor allem im Bereich Elementare Musikpädagogik und theoretische Chorliteratur. Gleichzeitig trennte sich der Verlag von seinem musikpraktischen Kinder-Programm. Die Rechte an den Kindermusicals Ritter Rost gingen an den Terzio Verlag über. In den Jahren darauf spezialisierte sich ConBrio außerdem auf musik- und kulturpolitische Fachbücher (z. B. die Geschichte der GEMA, des Siemens-Musikpreises) und auf Biographien (z. B. Siegfried Palm, Harald Banter, Erroll Garner, Sergiu Celibidache, Wolf Erichson). Weitere wichtige Veröffentlichungen waren unter anderem der Musik-Almanach des Deutschen Musikrats im Jahr 2007 sowie 2011 und 2018 die beiden Bände des Graduale Novum – einer modernen Neuausgabe gregorianischer Gesänge für die heute gültige römisch-katholische Liturgie der heiligen Messe. Der erste Band De dominicis et festis (Sonntage und Feiertage) wurde Papst Benedikt XVI. im Rahmen einer Privataudienz vorgestellt.
Inhaber und Geschäftsführer des Verlags ist nach wie vor Theo Geißler. Verlagsleiterin ist Barbara Haack. Sie ist unter anderem auch Mitherausgeberin der nmz und verantwortliche Redakteurin von „Oper & Tanz“.

## Angebot
Wichtigstes Druckerzeugnis des ConBrio Verlags ist die neue musikzeitung, eine zehnmal jährlich erscheinenden Musikfachzeitung. Daneben erschien von 1976 bis 2014 die Jazzzeitung; seit dem Jahr 2014 wird sie nicht mehr als Print-Produkt, sondern online weitergeführt. Darüber hinaus ist der ConBrio Verlag Mitherausgeber der Zeitung politik und kultur des Deutschen Musikrats, der Zeitschrift KULTURAUSTAUSCH des Instituts für Auslandsbeziehungen, sowie mitverantwortlich für Oper und Tanz, die Zeitschrift der Vereinigung deutscher Opernchöre und Bühnentänzer. Auch die Zeitschrift Beiträge zur Gregorianik der deutschen Sektion der AISCGre erscheint im ConBrio Verlag. Bis zur Verlagerung zur reinen Online-Publikation veröffentlichte der Verlag außerdem bis 2018 KUNSTUNDKULTUR, die kulturpolitische zeitschrift der ver.di.
Buchreihen, die der Verlag herausgibt, sind unter anderem die Regensburger Studien zur Musikgeschichte, die Schriften der Europäischen Musiktheater-Akademie, Forum Musik Wissenschaft oder neue wege – nové cesty, die Schriftenreihe des Sudetendeutschen Musikinstituts.
Der Verlag gibt folgende Musikzeitschriften heraus:
- neue musikzeitung
- Beiträge zur Gregorianik
- Jazz-Zeitung (1997–2014)
- Oper & Tanz (Zeitschrift für Opernchor und Bühnentanz, seit 1999)

Ferner erscheinen im ConBrio-Verlag folgende Kulturzeitschriften:
- politik und kultur, Zeitschrift des Deutschen Kulturrates, Berlin;
- KULTURAUSTAUSCH, Zeitschrift des Institutes für Auslandsbeziehungen (IFA), Stuttgart
- KUNSTUNDKULTUR, Zeitschrift der Fachgruppe Kunst und Kultur bei VER.DI, Berlin (bis 2018)